# Сърджан Лукин
Сърджан Лукин (роден на 4 март 1986 г. във Вариаш, Румъния) е бивш румънски футболист, защитник.

## Кариера
Лукин дебютира в професионалния футбол през 2007 г. срещу Динамо Букурещ.
През 2011 г. именно Динамо го привлича в редиците си с договор за 5 години. На 11 януари 2014 г. е закупен от Ботев (Пловдив).
След 14 изиграни мача за „канарчетата“ и един вкаран гол Лукин се връща в родината си и подписва със Стяуа Букурещ. Изиграва един сезон там преди да премине в Поли Тимишоара. През януари 2016 г. Серджан Лукин отново заиграва в българското първенство след като подписва договор за година и половина с Левски (София). По този начин той става едва третия румънец обличал „синята“ фланелка след Петре Григораш и Емил Нину.

## Статистика по сезони[4]
| Сезон    | Отбор          | Първенство | Мачове | Голове |
| -------- | -------------- | ---------- | ------ | ------ |
| 2008/09  | Поли Тимишоара | Лига I     | 23     | 1      |
| 2009/10  | Поли Тимишоара | Лига I     | 18     | 1      |
| 2010/11  | Поли Тимишоара | Лига I     | 27     | 2      |
| 2011/12  | Поли Тимишоара | Лига II    | 2      | 0      |
| 2011/12  | Динамо         | Лига I     | 24     | 0      |
| 2012/13  | Динамо         | Лига I     | 29     | 1      |
| 2013/ес. | Динамо         | Лига I     | 13     | 1      |
| 2014/пр. | Ботев (Пд)     | А група    | 4      | 1      |